# 钮少雅
鈕少雅（1564年—？），原名钮格，字少雅，以字行，又號為溪老人。長洲桐涇（今蘇州）人。明末清初崑曲大師。

## 生平
嘉靖四十三年（1564年）生。幼時即好戲曲，弱冠时，慕名改革昆山腔的戏曲音律家魏良辅，前去拜訪，但魏已去世。後入張新（字五雲）門下，與吳芍溪相互切磋，“先後三年”。万历二十一年，再跟隨任小全、张怀仙研习昆曲。與張大復齊名，史称“钮张”。天啟年間，徐于室找他一起合編《汇綦元谱南曲九宫正始》。崇禎九年（1636年），徐于室去世，少雅一人仍繼續編輯。順治八年（1651年），終於脫稿，以八十八歲高齡作《九宮正始》自序。顺治十八年（1661年）时尚在世。